# Canoagem nos Jogos Pan-Americanos de 2007 - K-2 500 m masculino
A competição de K-2 500 metros masculino foi um dos eventos da canoagem nos Jogos Pan-Americanos de 2007, realizado no Estádio de Remo da Lagoa no dia 28 de julho. 16 atletas disputaram a prova.

## Medalhistas
| Ouro   | MEX Jesus Valdéz e Manuel Cortina        |
| Prata  | CUB Jorge García e Maikel Zulueta        |
| Bronze | ARG Pablo de Torres e Juan Pablo Bergero |

## Resultados
Com apenas oito equipes, o K-2 500 metros para homens consistiu de apenas uma fase com os três primeiros colocados conquistando medalhas.
| Pos.   | Atletas                                    | Tempo    |
| ------ | ------------------------------------------ | -------- |
| Ouro   | MEX Jesus Valdéz e Manuel Cortina          | 1m36s386 |
| Prata  | CUB Jorge García e Maikel Zulueta          | 1m36s488 |
| Bronze | ARG Pablo de Torres e Juan Pablo Bergero   | 1m36s692 |
| 4      | BRA Roberto Maheler e Carlos Campos        | 1m36s930 |
| 5      | VEN José Ramos e Gabriel Rodríguez         | 1m37s108 |
| 6      | CAN Chris Pellini e Jeremy Bordeleau       | 1m37s706 |
| 7      | URU Marcelo D'Ambrosio e Cristhian Vergara | 1m42s328 |
| 8      | USA Danny Ching e Eric Abbott              | 1m43s234 |